# 刘春林 (1953年)
刘春林（1953年3月—），男性，汉族，湖南省常德市鼎城区人，中国共产党党员，中华人民共和国政治人物:517。

## 生平
刘春林于1989年12月出任中共石门县委副书记。1992年，他来到临澧县，先后担任中共临澧县委副书记、县人民政府县长，中共临澧县委书记，在主政临澧期间，因对在地教育发展做出贡献，于1997年4月获中共湖南省委、省人民政府表彰为湖南省“教育功臣”。
1998年8月，刘春林离开临澧，出任常德市人民政府副市长:572。2004年当选为常德市政协主席，2012年12月，换届不再担任。卸任后，刘氏继续以常德市老区建设促进会会长的身份活跃于常德市内。